# تيم هاويس
تيم هاويس (بالإنجليزية: Tim Howes)‏ هو عالم حاسوب أمريكي، ولد في 21 سبتمبر 1963 في آن آربر في الولايات المتحدة.